# Bobry (rejon żabinecki)
Bobry (biał. Бабры; ros. Бобры) – wieś na Białorusi, w obwodzie brzeskim, w rejonie żabineckim, w sielsowiecie Żabinka.
Dawniej wieś i majątek ziemski. W dwudziestoleciu międzywojennym leżały w Polsce, w województwie poleskim, w powiecie kobryńskim.
W pobliżu miejscowości znajduje się przystanek kolejowy Bobry, położony na linii Homel - Łuniniec - Żabinka.